# Aeroporto Regional do Condado de Eagle
O Aeroporto Regional do Condado de Eagle (código IATA: EGE, código OACI: KEGE, FAA LID: EGE) é um aeroporto público localizado a quatro milhas (6 km) a oeste de Eagle-Vail, Colorado, Estados Unidos. 
O aeroporto serve ao Condado de Eagle, que inclui visitas à próxima localidade de Vail e Beaver Creek. É configurado com uma única faixa. O History Channel classificou o aeroporto como o nº 8 em sua lista dos aeroportos mais extremos de julho de 2010 devido à altitude, à variabilidade climática, ao foco em terrenos montanhosos e aos procedimentos desafiadores de saída Em 2008-2009, o aeroporto completou o recapeamento da pista e a extensão que levou a pista até 9.000 pés. Isso permite que a aeronave decole com mais peso. [carece de fontes?]
O aeroporto é altamente sazonal e a maioria de seus vôos programados operam somente a partir do EGE durante o inverno. É o segundo aeroporto do Colorado durante a temporada de esqui, sendo o primeiro o Aeroporto Internacional de Denver. Serve como uma boa alternativa Denver para esquiadores no Vale do Vail, devido à sua proximidade com as principais estâncias de esqui, como Beaver Crunch, Vail e Breckenridge.[carece de fontes?]
As operações no aeroporto durante os meses de verão provaram ser cada vez mais populares entre os turistas, mas apenas a United Express e a American Airlines oferecem serviços durante todo o ano. Devido à abundância de vôos (e mau tempo) durante a temporada de esqui, alguns passageiros voam para Gee, em vez de tentar voar em Aspen. O aeroporto também é popular entre os operadores de aeronaves particulares.[carece de fontes?]

## Terminal e instalações
As instalações do terminal EGE consistem em um quarto individual com cinco portas, construído em 1996. O aeroporto oferece facilidades alfandegárias para aviões particulares (em um terminal separado), bem como acesso Wi-Fi gratuito. Há quatro pistas de corrida de bagagem (além de um slide especial de esqui / snowboard), duas pistas de projeção TSA, um restaurante e uma loja de presentes. Como a maioria dos aeroportos do Colorado, não há passagem de acesso a aeronaves, todos os passageiros saem e entram no avião por escadas.

## Transporte local
Empresas de aluguel de carros mais grandes também estão presentes. O Condado de Eagle tem seu próprio departamento de transporte com ônibus entre o aeroporto e as estações de esqui. Existem várias empresas de cartas privadas que oferecem serviços para Vail, Beaver Creek e Aspen.[carece de fontes?]